# Eric Escobar
Pour les articles homonymes, voir Escobar.
Eric Pérez, né le 18 décembre 1979, est un catcheur professionnel portoricain. Il a été employé par la World Wrestling Entertainment (WWE) sous le nom d'Eric Escobar et est apparu dans l'émission WWE SmackDown d'octobre 2009 à janvier 2010.

## Carrière

### World Wrestling Entertainment (2007 - 2009)

#### Florida Championship Wrestling (2007 - 2009)
Eric Escobar a vaincu Sheamus O'Shaunessy, Drew McIntyre et Joe Hennig le 4 janvier 2009 pour remporter le FCW Florida Heavyweight Championship.

#### SmackDown (2009)

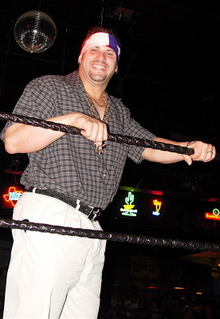
Eric Pérez à un show de la FCW à Fort Myers en Floride.

Eric Escobar débute à WWE SmackDown le 2 octobre 2009 dans le rôle du petit ami heel (terme de catch pour désigner un rôle de vilain) de Vickie Guerrero. Il participe ensuite à son premier match en battant Matt Hardy et se qualifie pour la première édition de Bragging Rights. Mais le 23 octobre 2009, la place des catcheurs de l'équipe SmackDown à Bragging Right est mise en jeu et son équipe perd. Il obtient ensuite son premier match pour un titre le 27 novembre 2009 face à John Morrison pour l'Intercontinental Championship mais perd le match. Cette défaite met fin à sa storyline avec Vickie Guerrero qui depuis lui organise des matchs « handicap » contre JeriShow et la Hart Dynasty. Il fait finalement un face turn. Il se fait ensuite virer de la WWE.

### Retour à la World Wrestling Council(2010-...)
Par conséquent, Pérez retourne à la World Wrestling Council, travaillant sous le nom de ring de  « Mr Escobar ». Ce personnage était basé sur sa gimmick à la WWE. Il a immédiatement été impliqué dans une feud avec Ray González et Black Pain (José Torres), en formant une équipe avec Orlando Colón.

### World Wrestling League (2013–...)
Lors de TripleMania XXI, ils perdent contre Mexican Powers (Crazy Boy et Joe Líder) dans un Five Way Elimination Match qui comprenaient également Los Güeros del Cielo (Angélico et Jack Evans), Drago et Fénix et Los Perros del Mal (Daga et Psicosis) et ne remportent pas les AAA World Tag Team Championship.
Le 7 juillet, lui et Sexy B battent Eita et Tomahawk, El Hijo de Kato Kung Lee et Vengador Radioactivo et Heddi Karaoui et Zumbi et deviennent les premiers WWL World Tag Team Champions.

## Palmarès
- Deep South Wrestling

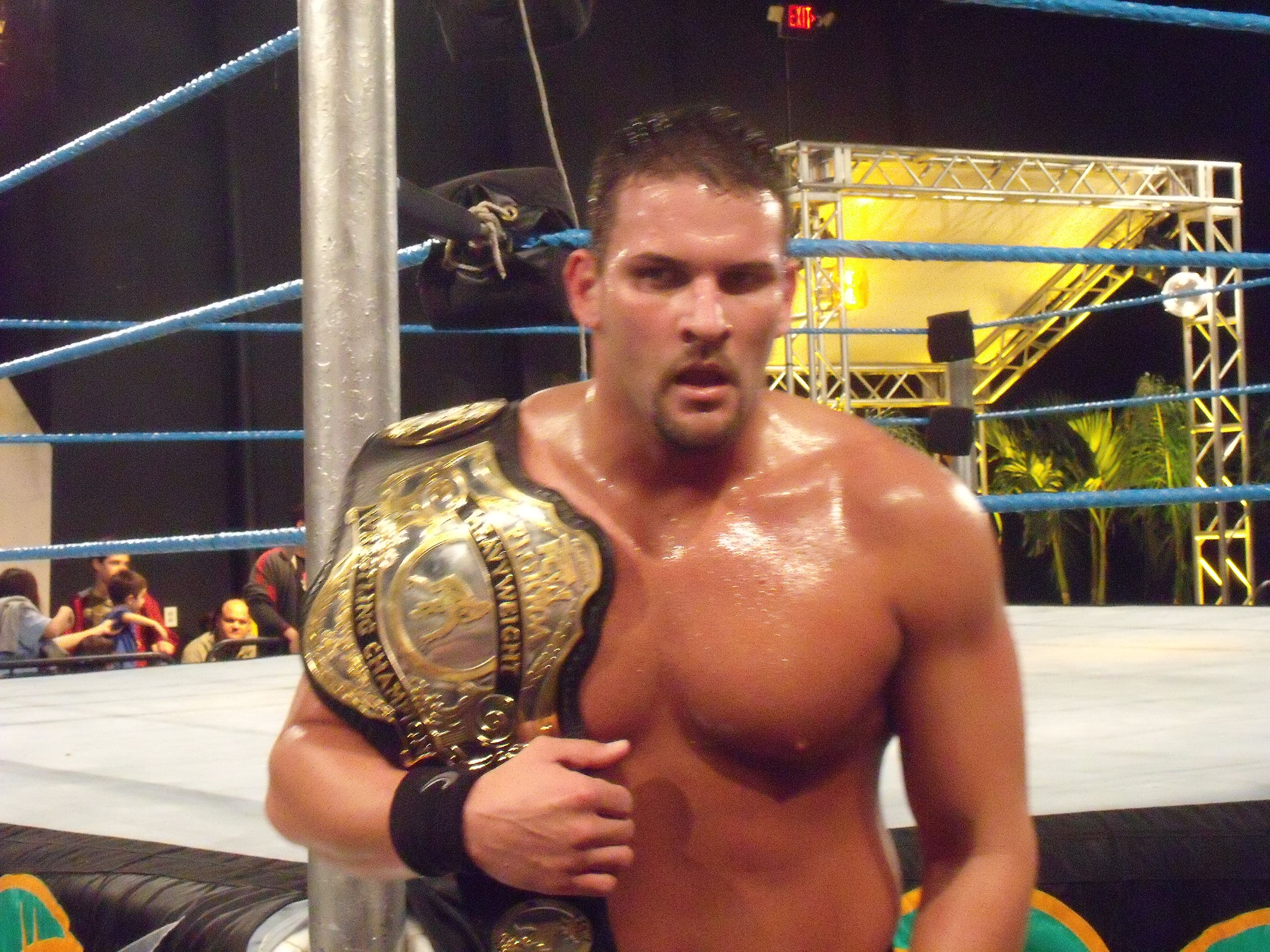
Pérez en tant que FCW Florida Heavyweight Champion.

  - 1 fois Deep South Tag Team Champion avec Sonny Siaki[7]

- Florida Championship Wrestling
  - 1 fois FCW Florida Heavyweight Championship
  - 3 fois FCW Florida Tag Team Championship avec Primo Colon

- International Wrestling Association Puerto Rico
  - 1 fois IWA Undisputed World Heavyweight Championship
  - 4 fois IWA Hardcore Champion
  - 1 fois IWA Intercontinental Heavyweight Champion
  - 3 fois IWA World Tag Team Champion avec Andy Anderson (1) et Craven (2)[8]

- Puerto Rico Wrestling Alliance
  - 1 fois PRWA World Heavyweight Champion

- World Wrestling Council
  - 1 fois WWC Puerto Rico Heavyweight Champion
  - 1 fois WWC World Tag Team Champion avec Rico Suave[9]

- World Wrestling League
  - 4 fois WWL World Tag Team Champion avec Sexy B (2) et Wonderful Xander (2)
  - WWL International Cup (2015)